# Onlusten in Palestina 1929

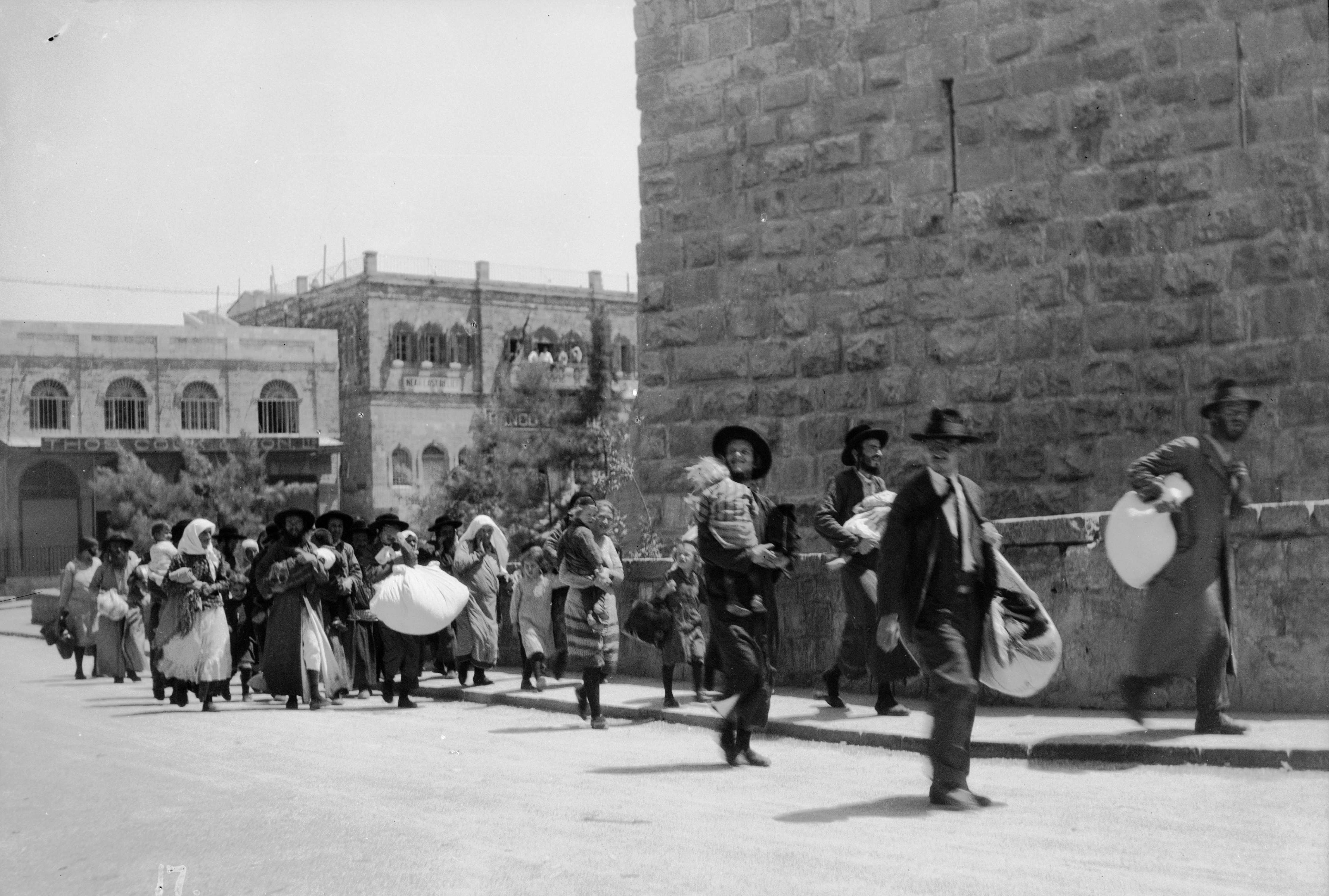
Joodse inwoners van Jeruzalem ontvluchten de oude stad

In augustus 1929 vonden grootschalige onlusten in Palestina plaats. Tijdens deze onlusten in het door Groot-Brittannië bestuurde Mandaatgebied Palestina vielen Arabische inwoners Joodse inwoners van Palestina aan en plunderden en verwoestten hun bezittingen. In de week van 23 tot 29 augustus werden 133 Joden vermoord en raakten 339 Joden gewond. Bij het herstellen van de orde door de Britten werden aan de Arabische kant 116 mensen gedood, en raakten 232 mensen gewond.

## Spanningen rond de Klaagmuur
Binnen het jodendom is de Klaagmuur (of Westmuur) als restant van de Tweede Tempel van groot religieus belang. De West(elijke) muur is geen onderdeel van het gebouw zelf, maar is de westelijke muur van het door Herodes destijds aangelegde plateau, waarop die tempel, door de Romeinen in het jaar 70 verwoest, had gestaan.
Ten tijde van het Ottomaanse Rijk (...-1917) konden Joden hier min of meer ongestoord bidden. Dit waren Palestijnse joden of andere vrome joden die hier in de heilige stad wilden sterven. Zij hoopten op de komst van de Messias die de Joden verlossing zou brengen en de Derde Tempel zou bouwen en baden bij de Muur om deze komst te bespoedigen. De Klaagmuur maakt deel uit van het complex van de Al-Aqsamoskee op de Haram al-Sharif onder beheer van een islamitische Waqf.
In 1925 ontstonden spanningen toen het door de Britten aan Joden verboden werd om stoeltjes en bankjes voor oudere bezoekers mee te nemen. Moslims waren bang dat dit een eerste stap was van 'het Zionistische project' om de plek over te nemen en te veranderen in een synagoge.
Enkele maanden eerder had de zionistische leider Menachem Ussishkin een speech gehouden waarin hij "zonder compromissen of concessies een Joodse staat eiste van Dan in het noorden tot Beër Sjeva in het zuiden en van de grote zee tot de woestijn inclusief Transjordanië." Hij besloot met "Laten we zweren dat het Joodse volk niet zal rusten en niet  stil zal blijven tot zijn nationaal tehuis op onze berg Moria is gebouwd."
Nu de zionistisch-joodse aanwezigheid steeds meer zichtbaar werd begon het Waqf-bestuur zich bezorgd te maken. Zij drong er bij de Britse Mandataris op aan alles bij het oude te laten. Strikte handhaving van de regels.
Vanaf eind september 1928 ontstonden wederom spanningen.
Er was een scherm geplaatst voor de Westmuur om joodse vrouwen van de mannen af te schermen. Tot dan toe kon iedereen voor de muur komen bidden. De Britse politiecommissaris van het district Jeruzalem liet - al dan niet na klachten van de Waqf - tijdens de gebeden voor de Grote Verzoendag dit scherm weghalen, luidkeels aangemoedigd door Arabische omstanders die Dood aan de Joodse honden riepen. Deze actie leidde tot verontwaardiging van zowel de Joodse bevolking als ook van de Britse politieleiding.
Bij een grote Zionistische demonstratie trokken de demonstranten luid zingend met de toekomstige vlag (van Israël) naar de Westmuur. In oktober 1928 namen de spanningen verder toe toen de moefti van Jeruzalem, Amin al-Hoesseini, bouwwerken liet uitvoeren boven en naast de Klaagmuur. Hij liet een doorgang creëren die vanaf de Haram al-Sharif direct op de "joodse gebedsplaats" bij de Klaagmuur uitkwam. Daarna liepen dagelijks ezels door die ruimte en verstoorden de biddende gelovigen. Ook werden luidsprekers van de muezzin geplaatst die zorgden voor geluidsoverlast.
Op 14 augustus 1929, op de vooravond van Tisja Beav, organiseerde het Joodse Pro-Klaagmuur Comité weer een demonstratie rond de Oude Stad van Jeruzalem met zo'n zesduizend jongeren. De toegestroomde menigte was woedend, maar bleef ordelijk. Op 15 augustus, de dag van het feest zelf, kwamen honderden jongeren van de zionistische rechtervleugel met toestemming van de politie naar de Muur. Ze gingen daarbij in tegen de afspraken met de politie: politieke toespraken, zionistische vlaggen en het zingen van "Hatikva". De moslims reageerden daags daarop, de Jaardag van de geboorte van de Profeet, met een tegendemonstratie. Een aantal kwam na het vrijdaggebed naar de Klaagmuur waar ze van joodse gelovigen hun Thorarollen ontheiligden en gebedsboeken verbrandden, evenals briefjes die de gelovigen in de Klaagmuur hadden achtergelaten. Ook de dag erna werden de gelovigen lastiggevallen. In de Arabische pers verschenen opruiende artikelen waarin werd beweerd dat de Joden de eer van de islam hadden geschonden, vrouwen verkracht hadden en weduwen en baby's hadden vermoord. Op 17 augustus liepen de spanningen verder op toen een Joodse jongen zijn voetbal probeerde terug te krijgen die op het land van een man van Lifta (dorp ten n-w van Jeruzalem) terecht gekomen was; zijn dochtertje had de bal gepakt. Daarop vielen tientallen Joodse jongeren de Arabische bewoners van Lifta aan, staken  schuren en tenten op hun land in brand, staken meerdere malen in op een man die zijn huis was binnengevlucht en vielen een Joodse man aan die te hulp schoot.
  
De begrafenis van de Joodse jongen op 20 augustus werd een anti-Arabische demonstratie.

## Rellen in Jeruzalem
Op vrijdag 23 augustus kwamen duizenden Arabieren gewapend met stokken en messen naar Jeruzalem (of Al-Quds zoals zij de stad zouden noemen). Nadat zij in de Al-Aqsa-moskee op de Tempelberg hadden gebeden en zij naar beneden kwamen ontstond onrust in de stad. Sommige Arabische leiders hadden de mensen opgezweept, enkele anderen probeerden deze te bedaren. Rond 11 uur klonken schoten rond de Tempelberg en liep de spanning sterk op. Onder de Arabieren ontstond het gerucht dat Joden bezig waren om Arabieren te vermoorden, waarna rond 13:15 de Arabische demonstranten Joden aanvielen. Er waren aanvallen in de Joodse wijk, de Montefiorewijk en de voorsteden met 31 doden als uiteindelijk gevolg.
De politie was getuige van de moordpartij, maar was onderbemand (292 politiemannen in heel Palestina) en durfde niet in te grijpen.

## Hebron

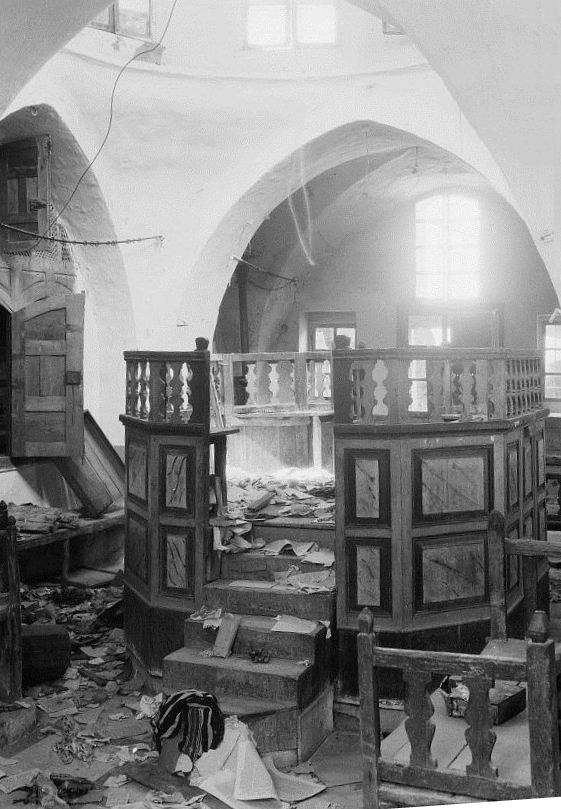
Verwoeste synagoge in Hebron

In Hebron gooiden Arabieren stenen naar de groepen passerende joodse studenten, die dagelijks langs wandelden naar hun Jesjiva. Zij leefden gescheiden van de plaatselijke bevolking, die al eeuwenlang bestond uit een Sefardisch-joodse gemeenschap en Palestijnse Arabieren. In de namiddag van zaterdag 23 augustus werd een student die daar alleen liep gedood. Op 24 augustus duurden de ongeregeldheden voort en werden gewelddadiger.
Het zou tot de volgende dag duren eer er Britse versterking in Hebron aankwam om de orde enigszins te herstellen.
Bij dit bloedbad werden 67 joden vermoord, 55 Ashkenazische joden en 12 Sefardische joden en raakten ruim 50 mensen gewond. Veel Joodse inwoners werden door hun Palestijnse buren in hun huis in veiligheid gebracht. Tom Segev noemt een aantal van 435.

## Aanval op de Nebi Akasha moskee
Op 26 augustus werd de Nebi Akasha moskee in Jeruzalem door een groep Joden aangevallen. De moskee raakte zwaar beschadigd en de graftombes van de profeten werden ontheiligd.

## Safed

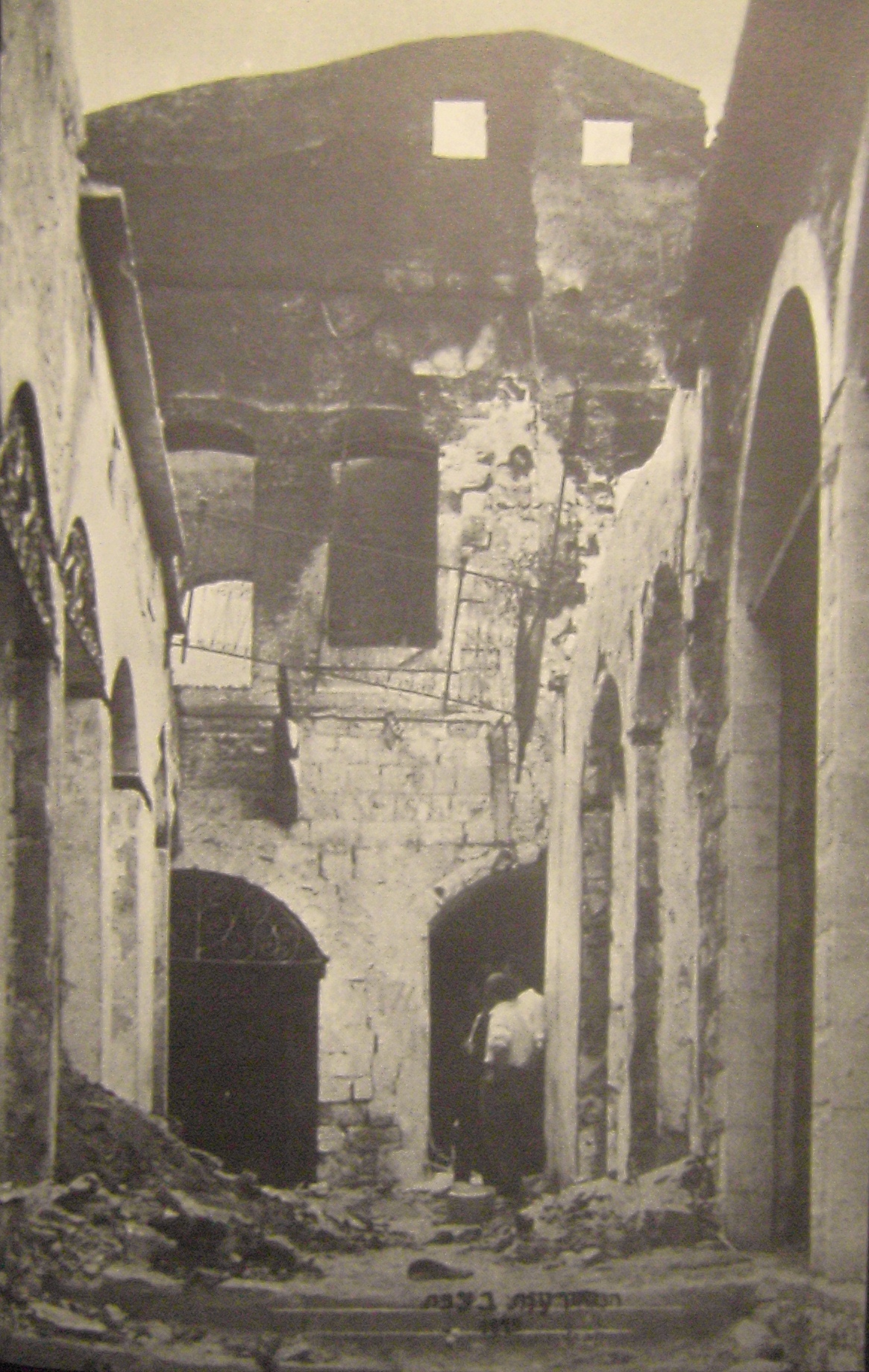
Joodse woning in Safed na de ongeregeldheden

Op 29 augustus brak het pogrom van Safed uit. Hierbij vielen aan Joodse kant 45 doden en gewonden. Omdat spanningen in de lucht hingen waren Britse troepen al onderweg om de orde te bewaren. Zij kwamen twee uur na het pogrom aan in de stad. Na de gebeurtenissen in Safed keerde de rust weer..

## Slachtoffers
In de week van 23 tot 29 augustus kwamen 133 Joden en 116 Arabieren om het leven en raakten 339 Joden en 232 Arabieren gewond. De slachtoffers vielen niet alleen in Jeruzalem, Hebron en Safed, maar de politie schoot ook op Arabische betogers in Nabloes en Jaffa. De meeste doden aan Arabische zijde vielen door het Britse optreden om de ongeregeldheden neer te slaan.

## Nasleep
De ongeregeldheden leidden tot een aantal rechtszaken, waarbij 26 Arabieren en 2 Joden ter dood werden veroordeeld. Van de Arabieren werden er 14 ter dood veroordeeld voor hun rol in het bloedbad in Safed en 11 voor hun rol in Hebron.
Een Britse commissie onder leiding van Sir Walter Sidney Shaw kreeg de opdracht om de onlusten van augustus 1929 te onderzoeken. Zij bracht in maart 1930 verslag uit. Als belangrijkste oorzaak van de onlusten werd de Arabische gevoelens van vijandigheid ten opzichte van de Joden genoemd omdat zij teleurgesteld geraakt waren in hun politieke en nationale aspiraties en omdat zij vreesden voor hun economische toekomst. Als belangrijkste aanleiding werden de incidenten rond de Klaagmuur gezien tussen september 1928 en de demonstraties van 15 en 16 augustus 1929, waarbij de gemoederen ook door de pers waren opgestookt. Daarnaast speelde de oprichting van het Joods Agentschap door het Joods Wereldcongres op 11 augustus 1929 ook een rol bij het ontstaan van onrust in de Arabische gemeenschap. De commissie kwam met een reeks aanbevelingen om te komen tot helderheid in het Britse beleid ten aanzien van de uitvoering van het Volkenbondmandaat en om te komen tot een duidelijk beleid m.b.t. immigratie en de verkoop van land aan Joden.
In 1930 was er nog een nieuwe commissie onder John Hope Simpson. Op basis van de bevindingen van deze commissies kwam in oktober 1930 Lord Passfield, de verantwoordelijke minister van koloniën (socialist), met een "Witboek". Hij stelde voor de immigratie van Joden te beperken en de Britse medewerking aan een "Joods Nationaal Tehuis" te stoppen. Dit leidde bij de Zionistenbond tot wantrouwen in de politieke lijn van voorzitter Chaim Weizmann, die met de Britten wilde (blijven) werken. Een harde lijn , verdedigd door Ze'ev Jabotinsky , die desnoods tegen de Britten in wilde gaan, kreeg meer en meer steun.
Het lukte Weizmann nog wel van de Britse premier Ramsay MacDonald gedaan te krijgen dat deze schriftelijk in het Parlement de Balfour-verklaring opnieuw bevestigde en de aantallen Joodse immigranten zei te zullen vergroten. Maar hij werd toch als voorzitter afgezet. De Hagana ging zich meer bewapenen. Toch werd niet Jabotinsky de opvolger van Weizmann, maar David Ben Gurion.